# El misterio de la dama de gris
El misterio de la dama de gris  es una película de Argentina en blanco y negro dirigida por James Bauer que se estrenó el 26 de septiembre de 1939 y que tuvo como protagonistas a Alberto Bacigaluppi, Graciliano Batista, Grazia del Río y Ricardo Vázquez Moreno.

## Reparto
- Alberto Bacigaluppi
- Graciliano Batista
- Grazia del Río
- Ricardo Vázquez Moreno